# Ignacio Hermosilla
Miguel Ignacio Hermosilla Torres (Talcahuano, Chile, 9 de octubre de 1993) es un futbolista chileno. Jugaba de delantero.

## Clubes
| Club                               | País  | Año  |
| ---------------------------------- | ----- | ---- |
| Fernández Vial                     | Chile | 2013 |
| República Independiente de Hualqui | Chile | 2017 |
| Deportes Concepción                | Chile | 2018 |

## Estadísticas

### Clubes
| Club | Div.          | Temporada     | Liga  | Liga  | Liga   | Regional(1) | Regional(1) | Regional(1) | Copas nacionales(2) | Copas nacionales(2) | Copas nacionales(2) | Torneos internacionales(3) | Torneos internacionales(3) | Torneos internacionales(3) | Total(4) | Total(4) | Total(4) | Media goleadora |
| Club | Div.          | Temporada     | Part. | Goles | Asist. | Part.       | Goles       | Asist.      | Part.               | Goles               | Asist.              | Part.                      | Goles                      | Asist.                     | Part.    | Goles    | Asist.   | Media goleadora |
| --- | ------------- | ------------- | ----- | ----- | ------ | ----------- | ----------- | ----------- | ------------------- | ------------------- | ------------------- | -------------------------- | -------------------------- | -------------------------- | -------- | -------- | -------- | --------------- |
| Fernández Vial · Chile                                                                                  |               |               |       |       |        |             |             |             |                     |                     |                     |                            |                            |                            |          |          |          |                 |
| 4.ª | 2013          | 8             | 2     | 0     | —      | —           | —           | —           | —                   | —                   | —                   | —                          | —                          | 8                          | 2        | 0        | 0,25     |                 |
| Total club                                                                                              | Total club    | 8             | 2     | 0     | 0      | 0           | 0           | 0           | 0                   | 0                   | 0                   | 0                          | 0                          | 8                          | 2        | 0        | 0,25     |                 |
| República Independiente de Hualqui · Chile                                                              |               |               |       |       |        |             |             |             |                     |                     |                     |                            |                            |                            |          |          |          |                 |
| 5.ª | 2017          | 20            | 12    | 8     | 10     | 7           | 8           | —           | —                   | —                   | —                   | —                          | —                          | 30                         | 19       | 16       | 0,63     |                 |
| Total club                                                                                              | Total club    | 20            | 12    | 8     | 10     | 7           | 8           | 0           | 0                   | 0                   | 0                   | 0                          | 0                          | 30                         | 19       | 16       | 0,63     |                 |
| Deportes Concepción · Chile                                                                             |               |               |       |       |        |             |             |             |                     |                     |                     |                            |                            |                            |          |          |          |                 |
| 5.ª | 2018          | 35            | 14    | 12    | —      | —           | —           | —           | —                   | —                   | —                   | —                          | —                          | 35                         | 14       | 12       | 0,40     |                 |
| Total club                                                                                              | Total club    | 35            | 14    | 12    | 0      | 0           | 0           | 0           | 0                   | 0                   | 0                   | 0                          | 0                          | 35                         | 14       | 12       | 0,40     |                 |
| Total carrera                                                                                           | Total carrera | Total carrera | 63    | 28    | 20     | 10          | 7           | 8           | 0                   | 0                   | 0                   | 0                          | 0                          | 0                          | 73       | 35       | 28       | 0,48            |
| (1) Incluye datos del Campeonato Regional de Fútbol (2017). (2) No incluye goles en partidos amistosos. |               |               |       |       |        |             |             |             |                     |                     |                     |                            |                            |                            |          |          |          |                 |

### Resumen estadístico
| Competición     | Partidos | Goles | Promedio | Asistencias | Promedio | Goles y asistencias | Promedio |
| --------------- | -------- | ----- | -------- | ----------- | -------- | ------------------- | -------- |
| Cuarta División | 8        | 2     | 0,25     | 0           | 0,00     | 2                   | 0,25     |
| Quinta División | 55       | 26    | 0,47     | 20          | 0,36     | 46                  | 0,84     |
| Regional        | 10       | 7     | 0,70     | 8           | 0,80     | 15                  | 1,50     |
| Total           | 73       | 35    | 0,48     | 28          | 0,38     | 63                  | 0,86     |

### Hat-tricks
| 1 | 22 de abril de 2017 | Municipal Guillermo Saavedra, Rancagua | CDS Enfoque - República Independiente de Hualqui |  | 0 - 4 | Tercera División B de Chile 2017 |

## Palmarés

### Campeonatos nacionales
| Título                    | Club           | País  | Año    |
| ------------------------- | -------------- | ----- | ------ |
| Tercera División de Chile | Fernández Vial | Chile | 2013-C |

### Distinciones individuales
| Distinción                                    | Club                               | País  | Año  |
| --------------------------------------------- | ---------------------------------- | ----- | ---- |
| Máximo Goleador Campeonato Regional de Fútbol | República Independiente de Hualqui | Chile | 2017 |

- Datos: Q52768099